# Monte Formoso
Monte Formoso é um município brasileiro do estado de Minas Gerais. Sua população recenseada em 2022 era de 4 381 habitantes. 

## Geografia
Localiza-se na Mesorregião do Vale do Jequitinhonha. 

## Educação
Escola Estadual Manoel Souza Santos
Escola Municipal João Evangelista dos Santos